# لورا جانسون
لورا جانسون (انگلیسی: Laura Johnson؛ زادهٔ ۱ اوت ۱۹۵۷ ‏(۶۷ سال)) یک هنرپیشه اهل ایالات متحده آمریکا است. وی از سال ۱۹۷۷ میلادی تاکنون مشغول فعالیت بوده‌است.